# 小行星7162
小行星7162（英語：7162 Sidwell）是一颗围绕太阳公转的小行星。1982年11月15日，愛德華·鮑威爾在可可尼诺县发现了此天体。
这颗小行星的绝对星等为144.5376304768748等。